# 多納斯
多納斯（英語：Donuts）是一家位於美國的互聯網域名服務公司，創立於2010年，總部位於華盛頓州貝爾維尤。主要提供新的通用頂級域注冊、出售和管理服務。
2017年，多納斯在德勤500强名單中位列北美科技公司榜首。

## 外部連結
- 官方网站（英文）